# Monthyon
Monthyon település Franciaországban, Seine-et-Marne megyében. Lakosainak száma 1747 fő (2022. január 1.). Monthyon Chauconin-Neufmontiers, Penchard, Le Plessis-l’Évêque, Saint-Soupplets, Barcy és Gesvres-le-Chapitre községekkel határos.

## Népesség
A település népességének változása:
| Lakosok száma | 1684 | 1701 | 1722 | 1707 | 1730 | 1753 | 1751 | 1749 | 1747 |
|               | 2013 | 2015 | 2016 | 2017 | 2018 | 2019 | 2020 | 2021 | 2022 |